# Úrvalsdeild Karla 1946
La Úrvalsdeild Karla 1946 fue la 35.ª edición del campeonato de fútbol islandés. El campeón fue el Fram, que ganó su decimosegundo título.

## Tabla de posiciones
|   | Equipo          | PJ | PG | PE | PP | GF | GC | DG | Pts |
| - | --------------- | -- | -- | -- | -- | -- | -- | -- | --- |
| 1 | Fram Reykjavik  | 5  | 4  | 1  | 0  | 17 | 10 | +7 | 9   |
| 2 | Valur Reykjavik | 5  | 3  | 1  | 1  | 16 | 9  | +7 | 7   |
| 3 | KR Reykjavik    | 5  | 3  | 1  | 1  | 11 | 7  | +4 | 7   |
| 4 | Víkingur        | 5  | 0  | 3  | 2  | 11 | 15 | -4 | 3   |
| 5 | ÍA              | 5  | 0  | 2  | 3  | 6  | 13 | -7 | 2   |
| 6 | ÍBA             | 5  | 0  | 2  | 3  | 6  | 13 | -7 | 2   |